# Sandholmen, Sibbo och Borgå
Sandholmen är en ö i Finland. Den ligger i Finska viken och i kommunerna Sibbo och Borgå i landskapet Nyland, i den södra delen av landet. Ön ligger omkring 27 kilometer öster om Helsingfors.
Öns area är 1,9 hektar och dess största längd är 290 meter i nord-sydlig riktning.